# Mountain Music (álbum)
Mountain Music é um álbum de Alabama, lançado em 1982.